# Ooh! My Soul
"Ooh! My Soul", ook bekend als "Oh My Soul", is een nummer van de Amerikaanse muzikant Little Richard. Het nummer verscheen in mei 1958 als single.

## Achtergrond
"Ooh! My Soul" is geschreven door Little Richard onder zijn echte naam Richard Penniman en is geproduceerd door Robert Blackwell. Richard werd op de opname begeleid door zijn gebruikelijke achtergrondband The Upsetters. Het nummer verscheen in mei 1958 als single, voordat het enkele maanden later op Richards studioalbum Little Richard werd uitgebracht. De single behaalde enkele hitlijsten. In de Verenigde Staten kwam het tot plaats 35 in de Billboard Hot 100 en plaats 15 in de r&b-lijst, terwijl in het Verenigd Koninkrijk plaats 22 in de UK Singles Chart werd gehaald.
"Ooh! My Soul" is gecoverd door The Beatles. Zij namen hun versie op 1 augustus 1963 op voor het BBC-radioprogramma Pop Go The Beatles, dat op 27 augustus werd uitgezonden. Hun versie is opgenomen in het Playhouse Theatre in Manchester en is korter dan de originele versie van Richard. In 1994 verscheen deze cover op het album Live at the BBC. In 1966 werd het nummer ook gecoverd door Big Brother and the Holding Company.